# Carrick-on-Suir
Carrick-on-Suir (irl. Carraig na Siúire) – miasto w hrabstwie Tipperary w Irlandii położone nad rzeką Suir. Liczba ludności w 2011 roku wynosiła 5 886 mieszkańców.